# Villa Concina
Villa Concina è una villa veneta situata a Dolo.

## Descrizione
Le informazioni storiche su Villa Còncina e sui nomi dei suoi primi proprietari sono piuttosto scarse, anche se nel tempo l'edificio ha subito numerose ristrutturazioni.
Si suppone che la costruzione risalga comunque al XVIII secolo, anche se risulta iscritta nel catasto napoleonico solo dal 1809 dove viene descritta come casa di villeggiatura.
La struttura della villa disposta su due piani e la suddivisione degli spazi interni è quella tipica dei palazzi veneziani con un salone centrale e stanze laterali.
Al piano nobile è presente un balcone centrale ad arco ribassato sopra  al quale si eleva un timpano triangolare.
Ai lati spiccano due importanti camini alla veneziana.
Le facciate del nucleo principale risultano speculari sia sul fronte che sul retro.
Nel comprensorio è presente anche una barchessa adiacente ad alcune piccole casette che probabilmente venivano adibite ad abitazioni per la servitù, nonché un giardino nella parte anteriore ed un ampio parco alberato nella parte posteriore.
La prima denuncia catastale della villa risale al 1940 a cura di Ida Còncina, al momento proprietaria dell'immobile.
Successivamente, nel 1982 la villa è stata venduta al Comune di Dolo e dal 2000 è aperta al pubblico in quanto attualmente ospita la biblioteca comunale.